# Tayana Medeiros
Tayana de Souza Medeiros (Rio de Janeiro, 14 de março de 1993) halterofilista paralímpica brasileira.

## Biografia e carreira
Medeiros é natural da cidade do Rio de Janeiro. Ela nasceu com artrogripose, que comprometeu o desenvolvimento dos membros inferiores. Até os seus cinco anos de idade se locomovia com as mãos. Aos nove anos de idade já havia sido submetida a doze cirurgias, sendo elas nas pernas, quadril, pés e joelhos. Conheceu o halterofilismo depois de um evento da modalidade antes dos Jogos Paralímpicos Rio 2016.
Em maio de 2017, Medeiros participou da Copa do Mundo de Halterofilismo em Eger, na Hungria, levantou 102kg na segunda tentativa, conseguiu a medalha de bronze na categoria acima de 86kg e superou a sua melhor marca pessoal, que era de 74kg. Em dezembro do mesmo anos, no Campeonato Mundial de Halterofilismo Paralímpico, na Cidade do México, terminou em oitavo lugar na categoria acima de 86kg, com 112 quilos na barra.
Em maio de 2018, Medeiros disputou o Campeonato Aberto Europeu de Halterofilismo em Berk Sur Mer, na França, e conquistou a prata na categoria até 86kg. Em dezembro, faturou a medalha de ouro no Campeonato Regional das Américas de Halterofilismo, em Bogotá, na Colômbia, na categoria acima de 86kg.
Em fevereiro de 2020, disputou a Copa do Mundo de Halterofilismo, em Abuja, na Nigéria, porém invalidou todas as suas três tentativas. Nos Jogos Paralímpicos de Tóquio 2020 levantou 121kg e terminou em quinto lugar.
Nas Paralimpíadas Universitárias 2021, Medeiros mudou de modalidade e competiu no arremesso de peso classe F56 (para cadeirantes) e conquistou a prata com a marca de 5,33 metros.
Em julho de 2022, no Open das Américas de halterofilismo, realizado no Campus da Universidade Logan, em Chesterfield, nos Estados Unidos, ela conquistou o ouro na categoria até 86kg ao levantar 126kg. Em dezembro do mesmo ano, na etapa de Dubai, nos Emirados Árabes, na Copa do Mundo de halterofilismo paralímpico, faturou a prata e quebrou seu próprio recorde das Américas levantando 129kg. Com a equipe feminina Medeiros foi medalha de ouro ao lado de Lara Aparecida Lima e Mariana D'Andrea.
Em agosto de 2023, a atleta disputou o Campeonato Mundial de halterofilismo em Dubai, nos Emirados Árabes Unidos. Competiu na categoria feminina até 86 kg, porém teve anulados seus três movimentos, um de 135 kg e dois de 136 kg. A comissão técnica brasileira ainda lançou um desafio técnico, artifício que exige dos árbitros que anularam o movimento uma reavaliação da decisão a partir de imagens, contudo o levantamento continuou nulo.
Nos Jogos Paralímpicos de Verão 2024, Paris, conquistou a medalha de ouro no halterofilismo classe até 86 kg, batendo o recorde Paralímpico ao levantar 156 kg.

## Principais conquistas
- Jogos Parapan-Americanos de 2019: prata[2]
- Etapa de Tbilisi da Copa do Mundo 2021: prata[2]
- Etapa de Dubai da Copa do Mundo 2022: prata[2]
- Campeonato Mundial de 2023: equipe feminina – prata[2]
- Jogos Paralímpicos de Verão, Paris 2024 – ouro